# Aleksandyr Staniszew
Aleksandyr Dimitrow Staniszew (bułg. Александър Димитров Станишев, ur. 27 grudnia 1888 w Kilkisie, zm. 1 lutego 1945 w Sofii) – bułgarski lekarz i polityk, profesor Uniwersytetu Sofijskiego, minister spraw wewnętrznych Bułgarii w roku 1944.

## Życiorys
Był jednym z czwórki synów Dimityra Nakowa Staniszewa i Maruszki. W 1904 ukończył naukę w bułgarskim liceum męskim w Salonikach. W roku 1904 rozpoczął studia na Uniwersytecie Sofijskim, ale przerwał je rok później i przeniósł się na Wydział Lekarski Uniwersytetu Ludwika i Maksymiliana w Monachium. Studia ukończył w 1910 i podjął pracę jako asystent w uniwersyteckiej klinice chirurgicznej. Pracował potem w klinikach w Bernie i w Lozannie. W czasie wojen bałkańskich i I wojny światowej służył w armii bułgarskiej jako lekarz wojskowy. Po zakończeniu wojny, w latach 1919-1920 odbywał specjalizację w Monachium i w Heidelbergu. W 1920 objął stanowisko profesora chirurgii klinicznej na uniwersytecie sofijskim. W latach 1930–1931 i 1937-1938 pełnił funkcję dziekana Wydziału Lekarskiego Uniwersytetu Sofijskiego, a w latach 1938-1939 rektora stołecznej uczelni. Był założycielem i pierwszym dyrektorem kliniki chirurgicznej w Sofii, był także od 1936 prezesem Bułgarskiego Towarzystwa Chirurgicznego. W 1938 został wybrany wiceprezesem Międzynarodowej Akademii Chirurgii z siedzibą w Genewie. W 1939 uzyskał tytuł doktora honoris causa uniwersytetu w Hamburgu, a w 1940 Uniwersytetu Humboldtów w Berlinie. Był autorem ponad 50 tekstów naukowych z zakresu chirurgii, w tym podręczników dla studentów uniwersytetu sofijskiego.
Jego działalność polityczna była związana głównie z kwestią macedońską. 1 czerwca 1944 objął stanowisko ministra spraw wewnętrznych w rządzie Iwana Bagrjanowa. Był zwolennikiem bliskiej współpracy bułgarsko–niemieckiej. Po przejęciu władzy przez komunistów aresztowany i skazany przez Trybunał Ludowy na karę śmierci i konfiskatę mienia. Stracony 1 lutego 1945 w Sofii.
W 1996 wyrok Trybunału Ludowego skazujący Staniszewa został symbolicznie unieważniony przez Sąd Najwyższy.
Był żonaty (żona Wesa z d. Kambosewa), miał trzech synów (Konstantin, Aleksandyr i Miłosz).

## Publikacje
- 1919: Волево движение на изкуствената ръка. Заубербахова операция, собствена метода и техника на протезата
- 1924: Пластично възстановяване на горната устна чрез трансплантация на долната
- 1924: Лекции
- 1942: Хирургия. Лекции